# Muzeul Militar din Timișoara
Muzeul Militar din Timișoara este un muzeu din Timișoara, încadrat de cIMeC la categoria „muzee în subordinea unui minister (în afară de Ministerul Culturii)”. Este amplasat în Piața Libertății nr. 5. Muzeul Militar Timișoara este organizat în șase săli, cinci dintre ele reflectând perioade distincte din istoria României — Decebal, Evul Mediu timpuriu, Evul Mediu, Mihai Viteazul, Unirea Principatelor Române și cele două războaie mondiale — și sala numită „Sala armelor și a ținutelor militare”, cuprinzând exponate de acest gen din diferite perioade istorice. Patrimoniul muzeului este format din peste 2000 de obiecte muzeale: hărți, documente de epocă, machete ale unor monumente istorice, fotografii, armament și ținute militare.
Muzeul funcționează în fosta clădire a Comenduirii Garnizoanei, cunoscută inițial ca „Generalatul Nou”.

## Generalatul Nou
Clădirea face parte din Situl urban Cartierul „Cetatea Timișoara”. Ea apare pe planurile Timișoarei din 1727, fiind considerată cea mai veche clădire care și-a păstrat volumetria inițială. În urma cuceririi Timișoarei de către habsburgi în 1716 aceștia au demolat toate clădirile, cu excepția Castelului Huniade, însă acesta a fost refăcut diferit în 1856 după distrugerile suferite în timpul asediului din 1849.
Clădirea, inițial în stil baroc, este una de formă pătrată. Fațada spre piață avea un etaj și mansardă. În mijlocul fațadei erau trei arcade, prin care se făcea accesul în clădire. Ulterior, deasupra celor trei arcade s-a amenajat o terasă. Actual s-a păstrat doar arcada centrală, celelalte fiind închise. Aripile laterale aveau doar parter.
În secolul al XVIII-lea clădirea era locuința generalilor guvernatori militari ai Timișoarei. Tot aici a locuit contele Mercy. Între 1849–1860 a fost sediul administrativ al nou înființatei provincii Voivodina Sârbească Banatul Timișean. Tot aici a fost găzduit împăratul Franz Joseph în timpul vizitei la Timișoara din 14–16 iunie 1852. În 1923 regele Ferdinand și regina Maria au plantat cei doi stejari care se află și astăzi în fața clădirii.

## Muzeul Național al Revoluției Anticomuniste din Decembrie 1989
La 8 mai 2019, prin hotărâre de guvern, dreptul de administrare asupra imobilului a trecut de la Ministerul Apărării Naționale la Ministerul Culturii și Identității Naționale, care va reabilita și amenaja clădirea-monument istoric prin structura specializată, Unitatea de Management a Proiectului, cu sprijinul financiar al Băncii de Dezvoltare a Consiliului Europei, pentru a se realiza aici Muzeul Național al Revoluției Anticomuniste din Decembrie 1989.
Predarea efectivă către Ministerul Culturii și Identității Naționale s-a făcut la 26 iunie 2019.